# Lectoral
Lectoral es el nombre de una dignidad en las catedrales.

## Origen y establecimiento
Distinguiendo el oficio de preceptor del de lectoral, se cree hallar los vestigios más antiguos de este último en el comentario de Balsamon, que observa que entre los dignatarios de la Iglesia de Constantinopla, había uno llamado el doctor que tenía su asiento en la iglesia cerra del patriarca; pero este autor no ha designado la época del establecimiento de este doctor. Otros buscan el origen de los lectorales en las antiguas escuelas de Alejandría.
Lo que hay de cierto es que la disciplina que consiste en afectar una prebenda en los cabildos para la subsistencia del lectoral, comenzó en la Iglesia de Francia. Se citan diversos capitulares Armados por el segundo Concilio de Chalon-sur-Saône en 813 y por los Concilios de Meaux y de Langres, en 815. El tercer Concilio de Letrán, bajo Alejandro III y el cuarto bajo Inocencio III, adoptaron esta disciplina e hicieron de ella un canon general que renovó el Papa Honorio III.
El cuarto Concilio de Letrán ordena el establecimiento de un maestro en cada iglesia catedral y limita a las metrópolis el de un lectoral para enseñar a los sacerdotes la Sagrada Escritura y principalmente lo que concierne a la dirección de las almas con asignación de la renta de una prebenda sin que por esto sea canónigo el lectoral. El Concilio de Basilea extendió este establecimiento a las catedrales y ordenó que el lectoral fuese canónigo, presbítero, licenciado o bachiller formado en teología.
En fin, el Concilio de Trento, después de haber declarado que se atiene a todas las constituciones precedentes de los soberanos pontífices y de los concilios aprobados y que se adhiere a ellos con afecto, añadiendo algo de nuevo, dice:

En las iglesias metropolitanas o catedrales, si la ciudad es grande y populosa,... ordena el santo concilio que la primera prebenda que llegue a vacar de cualquiera manera que sea, excepto por resignación, sea y permanezca realmente y de hecho, desde este momento y perpetuamente destinada y afectada a este empleo, con tal que la dicha prebenda no esté cargada con ninguna otra función incompatible con esta. Y en caso que en las referidas iglesias no hubiese prebenda o ninguna al menos que fuese suficiente, el metropolitano o el obispo con parecer del capítulo, proveerá a ella, de manera que se dé lección de teología, ya por la asignación de la renta de algún beneficio simple libre de toda carga, ya por la contribución de los beneficiados de su ciudad o diócesis, ya de cualquier otro modo que se juzgase más cómodo sin que por esto se omitan en manera alguna las demás lecciones ya establecidas por la costumbre o de otro modo.

Un concilio de Toledo de 1565 renovó esta disposición del Tridentino añadiendo que no se confiriese sino a los licenciados, doctores o maestros en sagrada teología.
El cuarto Concilio de Letrán atribuye al metropolitano el derecho de elegir el lectoral pero este oficio no estaba entonces como título. El Concilio de Trento no determinó nada precisamente sobre esta cuestión; se refiere solamente una respuesta de la congregación del concilio, que declaró que la colación de la prebenda lectoral pertenecía a los que había pertenecido, de donde se concluyó que la elección del lectoral pertenecía al obispo.
La bula concedida para la nueva circunscripción de las diócesis establecidas en 1817, mandaba que hubiera un lectoral en cada cabildo.

## Cualidades, deberes y derechos
Los Concilios de Letrán y de Trento no determinaron nada de una manera precisa sobre las cualidades del lectoral. Solo se infirió que los Padres del Concilio de Trento desearon que las funciones de este oficio fuesen ejercidas por un graduado o por una persona de otra manera capaz.